# カナリア
カナリア（金糸雀、金絲雀、学名：Serinus canaria）（カナリヤとも表記）は、アトリ科に分類される小鳥、及びそれを原種として品種改良された愛玩鳥フィンチの一種。種小名のcanariaはカナリア諸島に由来するが、語源はラテン語の canis 「犬」である。
英名では、特に野生種と飼養種を区別するとき、前者を Island Canary, Wild Canary, Tame Canary, Atlantic Canary などと呼び、後者を Domestic Canary と呼ぶ。

## 分布
野生種はアゾレス諸島、カナリア諸島、およびマデイラ諸島に産し

、名のカナリアは原産地のカナリア諸島による。飼養種はほぼ世界中で飼われている。
これら以外に、かご抜けした飼養種がバミューダ諸島、ハワイのミッドウェイ環礁、プエルトリコで再野生化している。

## 形態
野生種の大きさは翼長20-23cm、体長約12.5cm、体重15-20g 程度。飼養種の大きさもほぼ同程度だが、さらに大きな品種や小さな品種もある。
飼養種は品種により様々な変化に富んだ羽色を呈し、もっともよく見かけるのが、全身がいわゆるカナリア色（カナリアイエロー）で知られた鮮やかな黄色で染まった個体で、この色名は飼養種の呈するこの色にちなんでいる。

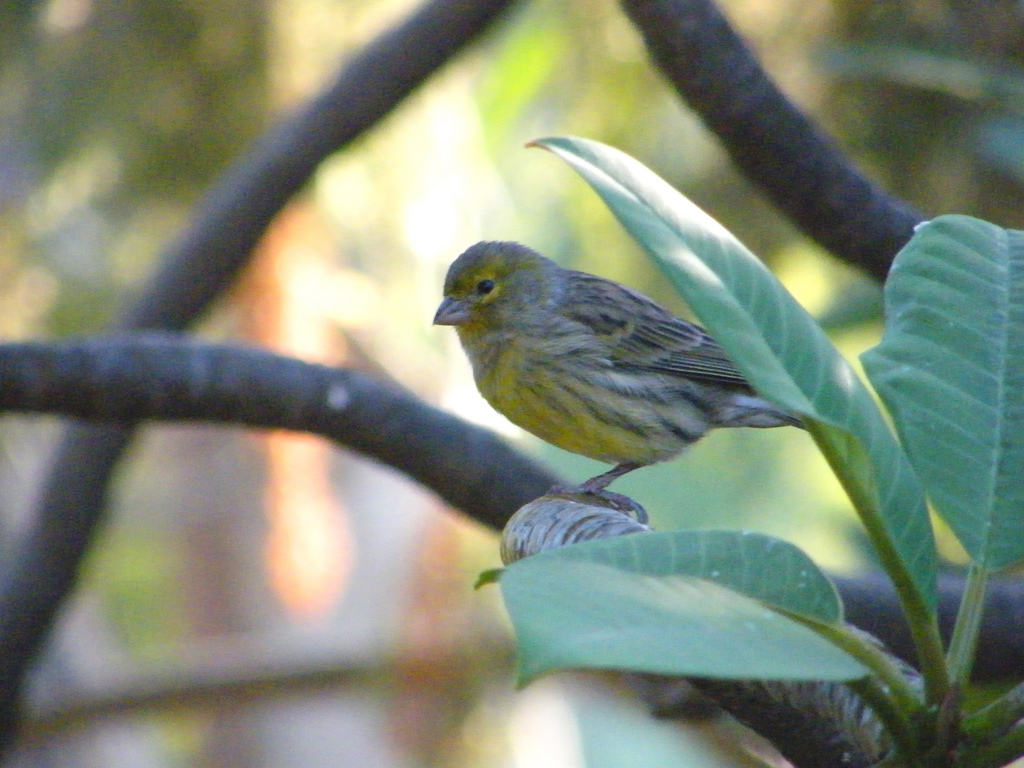
カナリア諸島産の野生種

これに対して野生種は腹面が煤けた黄緑色、背面に茶色っぽい縞が入った地味な小鳥である。しかし飼養種にも野生種の羽色に近いリザードのような品種もある。詳細は別項参照。
野生種はヨーロッパから北アフリカにかけて分布するセリンと外見が非常に似ているため、分類学の始祖カール・フォン・リンネは本種をセリンの1亜種に分類した。セリンと比較した場合、本種の方が同種より約10%ほど大きい。また羽色は灰もしくは茶色がかり、翼が短くなる。
野生種、飼養種のどちらもセリンやズアオアトリ同様、澄んだ美しい声でさえずる。

## 生態

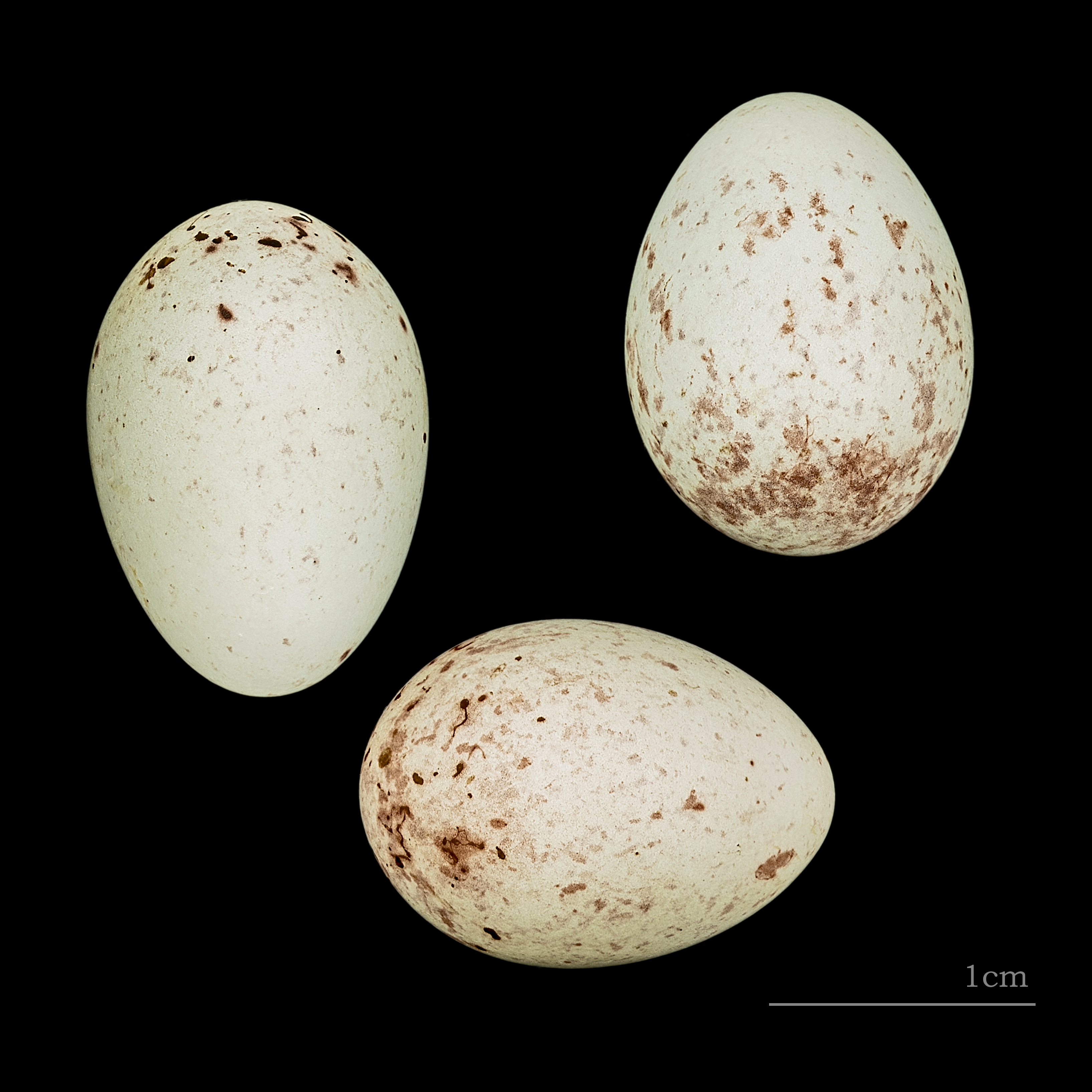
Serinus canaria canaria

野生種は海抜1,700mまでの高度にある果樹園や雑木林といった二次林に生息し、木ややぶに巣をかける。 IUCN レッドリストの評価は Least Concern であるが、これは背景として世界中で飼われている膨大な数の飼養種があり、それらを含めると個体数は増加しつづけているがゆえである。野生種のみに限定すれば、離島特産種なので個体数は決して多くなく、以下のように推定されている。
- アゾレス諸島: 30,000-60,000 つがい
- カナリア諸島: 80,000-90,000 つがい
- マデイラ諸島: 4,000-5,000 つがい

飼育に際してはつがい、もしくは一羽飼いが基本だが、これは本種に脂肪分に富んだエサを好む傾向があり、同じエサを与えて他のフィンチと一緒に飼うと、他の鳥が脂肪過多を起こすからだとされている。しかし特に脂肪分を多くせず、他のフィンチと同じエサを与えてもそれほど変化はない、とする人もいる。実際によく食べる傾向が見られるのは青菜類で、これらを欠かしてはいけない。飼育下では春から夏にかけて繁殖し、夏の終わりから秋にかけて換羽するが、本種に限らず飼い鳥は換羽期に落鳥しやすいので注意する。また他のフィンチと比較してワクモ(羽ダニ)が付きやすいので、これらにも注意する。

## 人間との関係
ヨーロッパで古くから愛玩鳥として飼養され、現在では世界中で飼われている。また毒物に敏感である事から毒ガス検知に用いられたり、実験動物としても用いられる。
日本では後述する炭鉱のカナリアや童謡「かなりや」の影響で、実態以上にひ弱な鳥といったイメージが流布しており、外の世界で生きられない事の比喩表現である籠の鳥とは本種のこととすら思われている（日本における「籠の中の鳥」の表現自体は、14世紀の軍記物『太平記』9巻、15世紀の『鴉鷺合戦物語』に見られ、外来種であるカナリアは関係が無い）。短歌として詠まれた例としては、橋本喜典の「サティアンと 呼ばるる 建物の 毒の有無試すと 籠のカナリアのいのち」がある。
しかし、高級フィンチの中には本種よりさらに気難しくて温度管理にうるさい種があり、それらに比べれば、より飼い易いうえに巣引きも簡単である。飼育下では通常10年前後、乃至はそれ以上生存する長命の鳥である。野外で生き延びられないのは飼育環境へ適合した結果であり、逆を言えば、野鳥はかごで飼うと気をつけないとすぐに死んでしまう。
人間に馴れやすく、雛から育てなくても、手乗りになったり、飼い主の手から餌を食べる事がある。
なお、日本でしばしばカナリアの原種という触れ込みで輸入され販売されているセイオウチョウという名のフィンチは、キマユカナリアという全く別種の鳥である。

### 歴史
1600年代にスペイン人の船員によってヨーロッパに持ち込まれ、飼い鳥として品種改良された。当初修道院の僧のみが本種の巣引き技術を有しており、美しいさえずりを聞かせるオスのみを市場に卸すといった方法で出荷調整を行い価格を高騰させていたのだが、その後ふとしたきっかけからイタリア人がメスの入手に成功。もとより巣引きにさほどの技術を要さなかったことから、各地で増殖されヨーロッパ全土で流行するようになる。
イギリスでも同様に、当初は富裕層のみが飼育していたが、すぐに民間で巣引きが繰り返されるようになり、非常に一般的な飼い鳥となった。また巣引きと並行して行われた品種改良により多くの種類が産み出されることになる。
日本へは江戸時代にオランダ人により長崎へもたらされた。日本では古くから小鳥を飼い慣らしてさえずりを楽しむ習慣があり、カナリアも姿形やさえずりの美しさから、たちまち人気となり流行した。当時から盛んに輸入され、武士や知識層に愛玩されたようである。有名なところでは曲亭馬琴が巣引きを再三試みており、葛飾北斎の日本画にも登場する。

### 品種

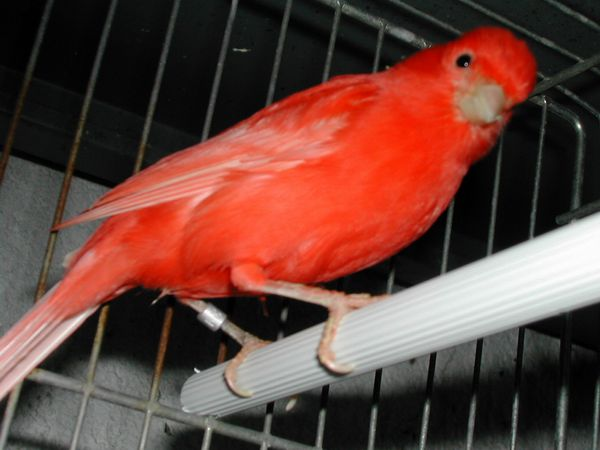
赤カナリア

おおまかに羽の色や模様、姿形、さえずりに特化した3グループに分けられる。色を楽しむ品種を色鳥、変わった模様を楽しむ品種は羽鳥、変わった羽や姿勢、大きさに変化を持たせた品種を形鳥、巻き毛や姿勢を観賞する品種を姿勢鳥、さえずりを愛でる品種を鳴鳥などとも呼ぶ。
姿形を楽しむための改良は主にイギリスで、さえずりを楽しむための改良は主にドイツで行われてきた。実際に市場に出回るものは、上記各グループの有する一つの特徴にだけ特化した改良がなされたもの以外に、巻き毛赤ローラーなど、各グループ間で交雑させ複数の特徴を織り込んだものが多数あるので、その種数はじつに多岐に及ぶ。
レモンカナリア Lemon canary
もっともよく知られた品種。
白カナリア White canary
色変わりのカナリアとして、近世に入り最初に開発された品種。日本でも江戸時代に日本国内で独自に作出された記録がある。
赤カナリア Red canary

オレンジローラーカナリアを南米産のショウジョウヒワと掛け合わせることによって作出された品種。本来は淡紅色の羽毛で、ニンジンやカロテンの薬剤などをエサに添加することによって色揚げを図る。
リザード Lizard
現存するカナリアで最も古い品種と言われており、外見が野生種に似る。体の大部分が鱗状の斑紋に覆われていることからこの名が付いた。また羽毛には絹のような光沢がある。
ノーウィッチ Norwich
イギリスのノリッチで作出された。ずんぐりとした体形で、頭が大きく扁平なのが特徴。体長は16.5センチメートル以内という規定がある。黄色やオレンジが好まれる。
ヨークシャー Yorkshire
イギリスのヨークシャー地方で作出された。かつては「指輪をくぐり抜けられるくらい」とまでいわれるほど小型の個体が好まれたが、現在では大型なのがこの種の特徴である。止まり木に対して45度、「イ」の字に止まるものがよいとされる。
巻き毛カナリア Japanese fancy
日本に明治27～28年頃に輸入されたダッチファンシー種からでた突然変異を日本国内で固定したもの。
細カナリア Japanese Scotch fancy
明治28年頃に輸入されたスコッチファンシー種から固定された、全身が極端に細く止まり木に止まっている時に横から見ると三日月形をした品種。
ローラーカナリア Roller canary
主に鳴き声を楽しむために改良された品種。色は野生種に近い暗緑色で、黄色や白も見られる。声を楽しむため姿や色はあまり重視されない。オレンジ色のオレンジローラーカナリアも知られる。若いオスに、より美しく囀る年長のオスの声を聞かせたり、笛でさえずりを仕込む「付け仔」という飼いかたもなされる。
ボーダーファンシー Border fancy
イギリスにおいて「カナリアらしさ」を求めて改良されたカナリア。
ファイフファンシー Fife fancy
ファイフとは横笛のこと。ボーダーファンシーから改良された、より小型のカナリア。

### ミュール
厳密にはカナリアの品種ではないが、ヨーロッパではゴシキヒワやズアオアトリといったさえずりの美しいアトリ科野鳥のオスと、カナリアのメスとの交雑も盛んに行われており、得られた一代雑種 (F1) をミュール Muleと言う。野鳥そのものに比較して飼いやすいが、生殖能力を欠くので基本的に一代限りであり、またさえずりを鑑賞する目的もあることからメスが市場に出回ることもない。もっとも、なかには赤カナリアのようにその後別品種に固定されたものもある。
こうした交雑による品種改良は、よりよいさえずりを聞かせる鳥を得るためビクトリア朝期のイギリスで盛んに行われ、現在にまで至っている。日本にも輸入され店頭に並べられることがあるが、その際はハイブリッドと紹介されることが多い。なお、稀にカナリア以外のフィンチ間で交雑して一代雑種が得られることもあり、これらもミュールと呼ばれる。

### 毒ガス検知

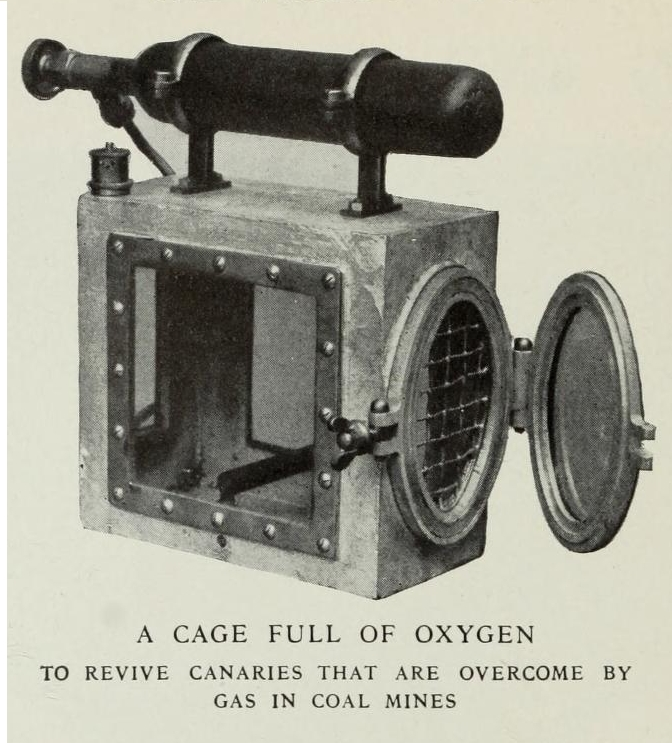
有毒ガスに敏感なカナリアを入れる酸素ボンベ付きのRevival cage（カナリア蘇生装置付きケージ）。イギリスでは1986年に電子ガス検知器へ置き換わるまで使用された。

いわゆる炭鉱のカナリアは、炭鉱においてしばしば発生するメタンや一酸化炭素といった窒息ガスや毒ガス早期発見のための警報として使用された。本種はつねにさえずっているので、異常発生に先駆けまずは鳴き声が止む。つまり危険の察知を目と耳で確認できる所が重宝され、毒ガス検知に用いられた。
具体的には、新しい斜坑の底にまず3羽以上のカナリア（別種の鳥を用いることもあった）の入ったカゴが置かれ、そのうち1羽でも異常な行動が見られたなら、坑夫たちはその斜坑に危険が発生したと察知していた。イギリスの炭鉱ではこうした方法による危険察知システムが1987年まで採用されていた。
鉱山以外でも、戦場や犯罪捜査の現場で使われる事がある。日本でも1995年の地下鉄サリン事件を受け、山梨県上九一色村のオウム真理教施設に対する強制捜査の際、捜査員が携行している様子が報じられ、こうした役割が知られるようになった。捜査に参加したカナリアの「かなちゃん」は、99年に亡くなり、2024年10月、はく製となった姿が公開された。

### 金融市場
上記の特徴につき、世界経済の悪化や金融危機の前兆を示す事象を「炭鉱のカナリア」と呼ぶことがある。
主な例として、新興国からの投資流出による株式市場の下落や国債価格の下落（金利上昇）、先進国のハイイールド債や中小型株の下落などがある。これらが実体経済や先進国の株式市場に波及し景気の悪化に繋がることがある。

### その他
上述の「炭鉱のカナリア」になぞらえて、アプリケーションソフトウェアの新バージョンをリリースする際、従来バージョンを並行稼働させながら、一部のユーザーにだけ新バージョンを公開し、問題が起きないと分かった時点で段階的に公開割合を広げ、最終的に新バージョンに置き換える展開方法を「カナリアリリース」（カナリーリリース（canary release）、カナリーデプロイメント（canary deployment）、カナリーテスト（canary test）とも）と呼ぶ。
日本国有鉄道（国鉄）の車両塗装で使われる「黄5号」（中央・総武線各駅停車などで使われていた）の色を「カナリアイエロー」と称することがある。
サッカーブラジル代表はカナリアを想起させるユニフォームカラーから「カナリア軍団」と呼ばれることがある。

### カナリアを主題とした作品
- かなりや - 大正7年（1918年）、西條八十が雑誌『赤い鳥』に詩を発表し、大正8年に成田為三が曲をつけた童謡。
- セサミストリート - 本作品の主役級キャラクターである「ビッグバード」はカナリアがモデルである。